# Piau
Piau é um município brasileiro do estado de Minas Gerais.

## História
No final do século XVIII, a Conjuração Mineira fez com que muitos homens severamente perseguidos pela Coroa Portuguesa. Esses homens foragidos buscavam novos lugares para uma recomeço de vida. Então, assim como outras cidades da Zona da Mata, Piau provavelmente teve dentre seus primeiros povoadores, pessoas ligadas a essa diáspora. O processo de colonização sistemática ocorreu no entanto, por meio de  distribuição de diversas paróquias, sendo que a de Piau é a Paróquia do Divino Espírito Santo do Piau, criada em 1868. No mesmo ano Piau foi promovido à categoria de distrito.
Ao longo da sua história Piau pertenceu, sucessivamente, aos municípios de Ouro Preto, Barbacena, Mar de Espanha, Rio Pomba, Juiz de Fora, São João Nepomuceno e Rio Novo. No dia 12 de dezembro de 1953, Piau finalmente tornou-se município.

## Economia
A cidade de Piau é rica e altamente dependente  da produção de vários gêneros agrícolas, sendo que o produto de grande destaque é a banana. Exatamente por isso apresenta uma intensa produção familiar de derivados da banana como a cachaça, licor, doces e chips de banana. Além disso, a banana e as hortaliças orgânicas ganham cada vez mais espaço entre alguns produtores do município.

## Costumes, artes, eventos e turismo
O município é pequeno e tem em sua composição uma paisagem repleta de muitos verdes, cachoeiras, casas antigas e algumas fazendas do século XIX. Destaca-se também a centenária Igreja Matriz Divino Espírito Santo, a Usina Hidrelétrica de Piau  e o Casarão do Povão. [carece de fontes?]
A cidade é detentora de uma das festas mais famosas da região da Zona da Mata, a Festa da Banana, criada em 1984 e que acontece sempre na segunda semana de julho. Na cultura, destaca-se o artesanato em fibras da bananeira e também é o local da casa da Família Bracher, onde se encontram as obras de artes em Painel da artista plástica Fani Bracher. Além disso, Piau é citado em alguns romances do escritor Antônio Olinto, escritor ubaense mas que foi batizado e teve a infância no município de Piau.

## Esportes
Piau tem seu nome representado pelo treinador de futebol Léo Condé, que já treinou equipes como Tupi, Ipatinga, CRB-AL, Sampaio Corrêa, Goiás, Paysandu e outras mais. E também é a terra do corredor de XTerra Antônio Gonçalves, conhecido por seus títulos nacionais na categoria Half Trail Run (25,8 km) e por ficar em 5º lugar na categoria 21 km no XTerra Trail Run World Championship de 2017, competição que foi disputada no Havaí (EUA) com atletas de todas as partes do mundo.

## Cidadãos ilustres
O município é a terra de batismo do escritor Antônio Olinto, é ainda a terra natal do técnico de futebol Leonardo Rodrigues Condé, mais conhecido como Leonardo Condé, da artista plástica Fani Bracher e também é a cidade do corredor de XTerra Antônio Gonçalves. . O humorista Pedro Bismarck, conhecido pelo personagem Nerso da Capitinga, vive em um sítio na zona rural de Piau , sendo frequentemente citado como um dos moradores mais conhecidos da cidade.